# Steven Kane
Steven Kane, né le 5 juin 1980 à Newtownards, est un pilote automobile britannique et nord-irlandais. Il est pilote d'usine officiel Bentley depuis 2014.

## Biographie
Né à Newtownards en 1980, Steven Kane commence la compétition automobile en 2000. Il remporte le championnat de Grande-Bretagne de Formule Ford Junior Zetec. Il remporte le McLaren Autosport BRDC Award en 2001. En récompense, il participe à une séance d'essais en octobre 2003 au volant de la McLaren MP4-17D de la saison 2003 de Formule 1. Il participe à quelques courses du Championnat de Grande-Bretagne de Formule Renault l'année suivante, et est sacré vice-champion de Formule 3 britannique en National Class avec six victoires, devancé par Ernesto Viso. Il se classe troisième du championnat d'Espagne de Formule 3 en 2004. Neuvième en Formule 3 britannique en 2005, il participe aux Formula Renault 3.5 Series en 2006, et termine vingtième avec pour meilleur résultat une quatrième place.
En 2007, il passe en Porsche Carrera Cup en Grande-Bretagne, terminant troisième du championnat, se battant pour le titre jusqu'à la dernière manche. Il participe à une course de Porsche Supercup au niveau international cette année-là. En 2008, il rejoint le championnat britannique des voitures de tourisme (BTCC) sur une BMW, avec trois podiums : un à Snetterton et deux à Brands Hatch. En 2009, il est le pilote d'essais officiel du championnat de Formule 2 FIA dont il commente les courses sur Eurosport. En 2010, il revient en BTCC avec BMW, remportant sa première et unique victoire dans le championnat à Thruxton, avant de terminer sixième au classement général.
En 2011, il part en endurance, rejoindre Dyson Racing pour les American Le Mans Series. Il remporte le Grand Prix de Baltimore et termine cinquième du championnat avec son copilote émirati Humaid Al-Masaood. En 2012, il participe à quelques courses de la saison d'American Le Mans Series, remportant les 12 Heures de Sebring dans la catégorie P1 avec Guy Smith et Chris Dyson. En 2013, il rejoint le championnat Blancpain GT Series Endurance Cup et participe à toutes les courses de la saison pour JRM Racing sur une Nissan GT-R Nismo GT3, se classant huitième de la Pro Cup.
En 2014, toujours dans ce championnat, il rejoint M-Sport Bentley, retrouvant Guy Smith et Andy Meyrick en tant que copilotes. Ils sont vice-champions avec deux victoires à Silverstone et au Paul-Ricard. En 2015, toujours sur la Bentley Continental GT3, il est encore vice-champion, avec trois podiums. En janvier de la même année, il débute par une quatrième place aux 12 Heures de Bathurst. Troisième de cette épreuve mythique l'année suivante, il ne termine que 25e en Blancpain sans aucun podium. Il se classe tout de même sixième en Intercontinental GT Challenge.
En 2017, il est seulement 42e en Blancpain, et neuvième en Intercontinental GT Challenge, signant encore une fois une troisième place aux 12 Heures de Bathurst. En 2018, la Bentley Continental GT3 est remplacée par une nouvelle génération. Son copilote Guy Smith part en cours de saison, et fait équipe avec le Français Jules Gounon et le Sud-Africain Jordan Pepper. Ils terminent notamment deuxièmes des 1 000 kilomètres du Paul-Ricard en Blancpain, terminant quatorzièmes au général. En 2019, ils remportent ensemble leur première victoire à l'occasion des 1 000 kilomètres du Paul Ricard en Blancpain, permettant à Bentley de s'imposer pour la première fois avec sa nouvelle voiture.

## Palmarès
- Champion de Grande-Bretagne de Formule Ford Junior Zetec en 2001
- Lauréat du McLaren Autosport BRDC Award en 2001
- Vice-champion de Formule 3 britannique en National Class en 2003
- 3e de Formule 3 espagnole en 2004
- 3e de Porsche Carrera Cup Grande-Bretagne en 2007
- Vainqueur des 12 Heures de Sebring 2012 dans la catégorie P1
- Vice-champion de Blancpain GT Series Endurance Cup en 2014
- Vainqueur des 3 Heures de Silverstone en 2014
- Vainqueur des 3 Heures du Paul-Ricard en 2014
- Vice-champion de Blancpain GT Series Endurance Cup en 2015
- 3e des 12 Heures de Bathurst en 2016
- 3e des 12 Heures de Bathurst en 2017
- Vainqueur des 1 000 kilomètres du Paul-Ricard en 2019.